# Consulat général de France à Zurich
Le consulat général de France à Zurich est une représentation consulaire de la République française en Suisse. Il est situé à Zurich.

## Les consuls généraux
- Laurent Alberti (2023-)[1]
- Alain Sterbik (2019-2023)[2]
- Jean-Jacques Victor (2015-2019)[3]
- Sylvaine Carta-Le Vert (2011-2015)[4]
- Jean-Luc Fauré-Tournaire (2008-2011)[5]
- Jacqueline Sejean (2006-2008)[6]
- Jacques Sturm (2003-2006)[7]
- Maryse Daviet (2001-2003)[8]
- Francis Bellanger (1999-2001)[9]
- Thierry Godechot (1993-1999)[10]
- Gérard Montassier (...-1993)